# Kabinett Hong Sŏng-nam II
Das Kabinett Hong Sŏng-nam II ist die nach den Parlamentswahlen 1998 von der Obersten Volksversammlung am 5. September 1998 gewählte Regierung Nordkoreas.
Die Rolle der Regierung Nordkoreas ist im Vergleich zu anderen Ländern eingeschränkt. Die Regierungsgewalt wird hauptsächlich von der Nationalen Verteidigungskommission unter ihrem Vorsitzenden Kim Jong-il ausgeübt.
| Amt                                                    | Name              |
| ------------------------------------------------------ | ----------------- |
| Vorsitzender des Ministerrates (Ministerpräsident)     | Hong Sŏng-nam     |
| Stellvertreter des Vorsitzenden des Ministerrates      | Cho Ch'ang-d'ŏk   |
| Stellvertreter des Vorsitzenden des Ministerrates      | Kwak Pŏm-gi       |
| Außenminister                                          | Paek Nam-sun      |
| Minister für Öffentliche Sicherheit                    | Paek Hak-rim      |
| Vorsitzender der Staatlichen Planungskommission        | Pak Nam-gi        |
| Minister für Energie- und Kohleindustrie               | Sin T'ae-rok      |
| Minister für Rohstoffindustrie                         | Kil Sŏng-nam      |
| Minister für Metall- und Maschinenbauindustrie         | Chŏn Sŭng-hun     |
| Minister für Bauwesen und Baustoffindustrie            | Cho Yun-hŭi       |
| Minister für Eisenbahnwesen                            | Kim Yong-sam      |
| Minister für Überlandverkehr und Schifffahrt           | Kim Yŏng-il       |
| Minister für Agrarwirtschaft                           | Ri Ha-sŏp         |
| Minister für Chemische Industrie                       | Pak Pong-ju       |
| Minister für Leichtindustrie                           | Ri Yŏn-su         |
| Minister für Außenhandel                               | Kang Chŏng-mo     |
| Minister für Forstwirtschaft                           | Ri Sang-mu        |
| Minister für Fischereiwirtschaft                       | Ri Sŏng-un        |
| Minister für Städtebau, Natur- und Umweltschutz        | Ch'oe Chong-gŏn   |
| Minister für Staatliche Bauaufsicht                    | Pae Tal-jun       |
| Minister für Handel                                    | Ri Yong-sŏn       |
| Minister für Nahrungsmittelbeschaffung und -verwaltung | Paek Ch'ang-ryong |
| Minister für Erziehungswesen                           | Ch'oe Ki-ryong    |
| Minister für Post und Telekommunikation                | Ri Kŭm-bŏm        |
| Minister für Kultur                                    | Ch'oe Chae-hyŏn   |
| Minister für Finanzen                                  | Rim Kyŏng-suk     |
| Minister für Arbeit                                    | Ri Wŏn-il         |
| Minister für Gesundheitswesen                          | Kim Su-hak        |
| Minister für Körperkultur und Sport                    | Pak Myŏng-ch'ŏl   |
| Minister für Staatliche Kontrolle                      | Kim Ŭi-sun        |
| Präsident der Staatlichen Akademie der Wissenschaften  | Ri Kwang-ho       |
| Präsident der Zentralbank                              | Chŏng Sŏng-t'aek  |
| Direktor des Staatlichen Statistikamtes                | Kim Ch'ang-su     |
| Erster Sekretär des Ministerrates                      | Chŏng Mun-san     |